# Jiří Paďour

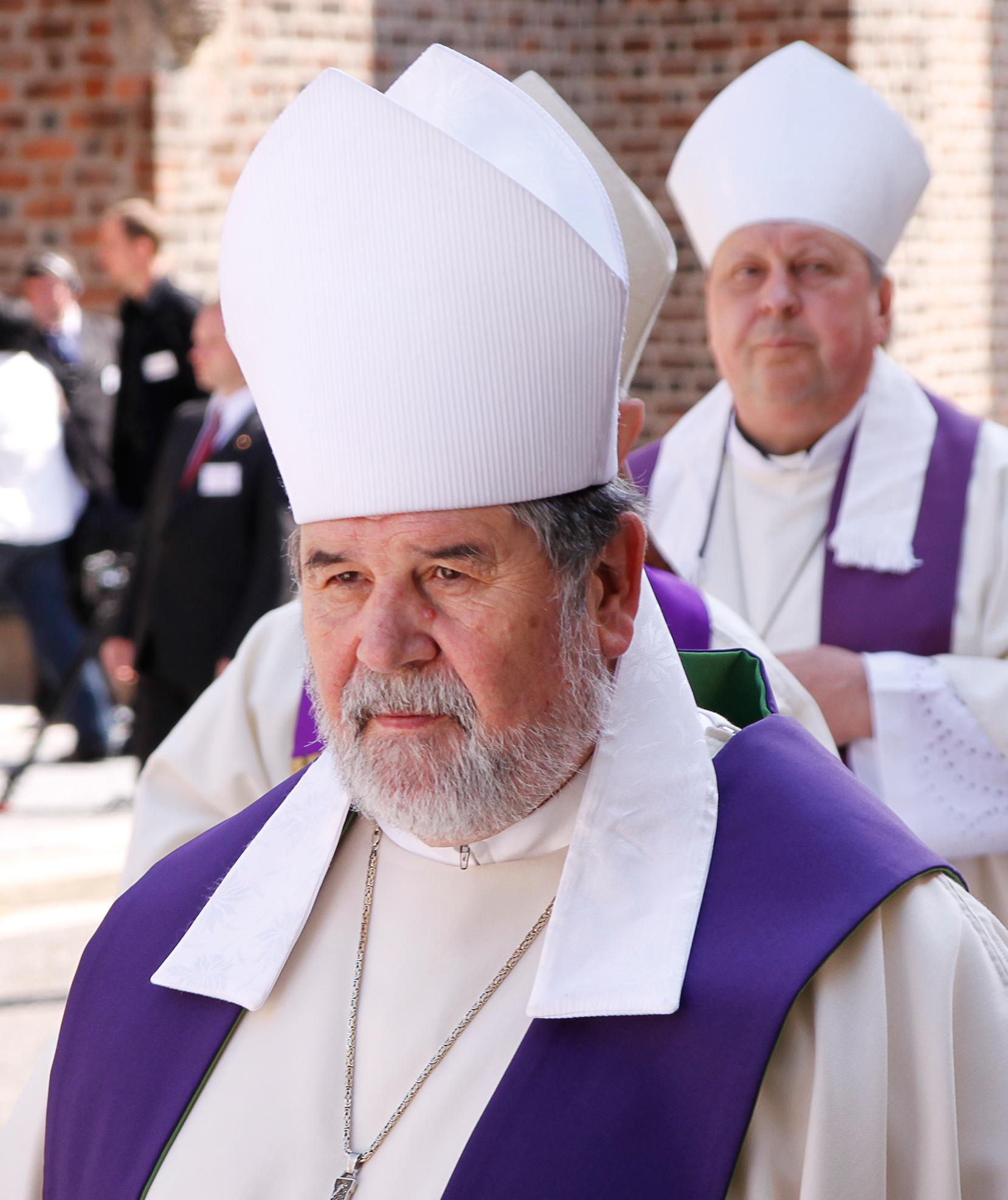
Jiří Paďour (2011)

Wappen von Bischof Paďour

Jiří Paďour OFMCap (* 4. April 1943 in Vraclav; † 11. Dezember 2015 in Prachatice) war ein tschechischer Ordensgeistlicher und römisch-katholischer Bischof von Budweis.

## Leben
Jiří Paďour wurde am 21. Juni 1975 in Prag zum Priester geweiht und wirkte anschließend als Kaplan in Marienbad und zwei weiteren Pfarreien. Im Juli 1977 wurde ihm die staatliche Genehmigung zur Ausübung des Priesteramts entzogen. Am 4. Oktober 1978 trat er heimlich als Novize dem Orden der Kapuziner bei und wirkte von 1978 bis 1979 als nichtoffizieller Sekretär des Prager Erzbischofs František Tomášek. Diese Tätigkeit durfte er nicht weiter ausüben, nachdem er 1979 eine Zusammenarbeit mit dem kommunistischen Staatssicherheitsdienst abgelehnt hatte. Am 10. Dezember 1983 legte er heimlich die Ewigen Ordensgelübde ab. 
Nach der politischen Wende wurde er am 9. April 1991 zum ersten tschechischen Kapuziner-Provinzial seit dem Ende des Zweiten Weltkriegs gewählt und am 19. September 1994 in dieser Position bestätigt.
Papst Johannes Paul II. ernannte Jiří Paďour am 3. Dezember 1996 zum Titularbischof von Ausuccura und zum Weihbischof in Prag. Die Bischofsweihe spendete ihm der Prager Erzbischof Miloslav Kardinal Vlk am 11. Januar 1997 im Veitsdom. Mitkonsekratoren waren der Apostolische Nuntius in der Tschechischen Republik, Erzbischof Giovanni Coppa, und der Bischof von Leitomischl, Jaroslav Škarvada.
Jiří Paďour wurde am 23. Februar 2001 zum Koadjutorbischof in Budweis ernannt und übernahm nach dem Rücktritt des Budweiser Bischofs Antonín Liška am 25. September 2002 dessen Amt.
Am 1. März 2014 nahm Papst Franziskus Paďours vorzeitigen Rücktritt an.